# Собор Пьетрасанта
Соборная церковь Сан-Мартино (итал. Duomo di Pietrasanta, La collegiata di San Martino — Соборная церковь Святого Мартина) — главное место католического богослужения в городе Пьетрасанта, провинция Лукка, Тоскана.

## История и архитектура
Первые сведения о храме относятся к 1223 году; некоторые работы по расширению были зафиксированы в 1330 году. В 1387 году папа Урбан VI посвятил храм капитулу каноников и возвёл в статус коллегиальной церкви, снабдив её купелью.
Собор имеет классический план в виде латинского креста с тремя нефами и трансептом. Здание облицовано белым мрамором и имеет значительные размеры. Длина от входного портала до апсиды 46,46 метра, общая ширина нефов 18,39 метра. Высота главного нефа: 15,84 метра. Внутренняя высота купола: 28,79 метра, диаметр 9,25 метра. Ширина трансепта: 28 метров.
На каждом из трёх порталов имеются скульптурные люнеты, изображающие сцены Страстей и Воскресения Христа, обычно приписываемые мастерам пизанской школы.
Гербы на фасаде напоминают о генуэзском и флорентийском господстве в городе, в дополнение к большому гербу папы Льва X. Мраморное резное окно-роза в центре главного фасада приписывается мастеру Риккоманно Риккоманни (XIV век).
Колокольня имеет высоту 36 метров. Она была завершена около 1520 года и приписывается флорентийскому архитектору Донато Бенти, но некоторые источники утверждают, что Микеланджело Буонарроти также внёс свой вклад в строительство, особенно в возведение сложной винтовой лестницы.
Мощные колокола были изготовлены в 1887 году на исторической литейной фабрике Лоренцо Лера в Ламмари (Лукка). У каждого бронзового колокола есть особые посвящения или названия: большой колокол в ноте Eb3 посвящен Мадонне-дель-Соле, покровительнице Пьетрасанты вместе с Сан-Мартино, средний колокол в ноте F3 — Сан-Мартино (покровителю собора), мезонин в ноте G3 вместо этого посвящен Сан-Костанцо, некогда высоко почитаемому общиной Пьетрасанты, а маленький, играющий в ноте Ab3, называется Ave Maria.

## Интерьер и произведения искусства
Сохранившиеся в храме произведения искусства относятся к разным эпохам, но период, более всего повлиявший на современный облик интерьера, связан с деятельностью великой герцогини Кристины Лотарингской, которая в 1627 году поручила флорентийским художникам обновить церковь: были созданы боковые алтари, украшенные большими алтарными картинами (среди них работы Марчелло Томмази, Маттео Росселли, Франческо Курради, Якопо Виньяли, Пьетро Дандини, Бастиано Битоцци, Якопо Кьявистелли и Алессандро Коминотти). Скульптурными работами руководили Стаджио Стаджи и Фердинандо Такка.
Мраморная кафедра — работа Донато Бенти и Лоренцо Стаджи (1508), две чаши для святой воды (лавабо) работы Стаджио Стаджи относятся к предыдущему столетию. Стены и потолки были расписаны в 1823—1825 годах миланским художником Луиджи Адемолло. Купол вначале был восьмиугольным (1453), но в 1820 году был перестроен и приобрёл круглую форму.
В капелле трансепта справа от главного алтаря находится почитаемый образ так называемой Мадонны дель Соле (итал. Madonna del Sole — Солнечная Мадонна)— панно с изображением Мадонны с Младенцем среди святых, написанное неизвестным художником поздней готики и датируемое 1424 годом. Оно выставляется только во время особых торжеств.
В 1784 году орган из оратория братства Святой Троицы Пистои, для которого он был построен Доменико Франческо Качоли совместно с Антонио и Филиппо Трончи между 1748 и 1749 годами, был перенесён в коллегиальную церковь; этот инструмент в свою очередь был продан в 1833 году приходской церкви Сан-Микеле-а-Фарнокья и заменён другим, специально изготовленным Джозуэ Агати; последний имел 48 регистров на двух мануалах и педаль и был заключен в богато украшенный футляр в неоготическом стиле. Орган XIX века был в свою очередь заменён в 2017—2018 годах новым, построенным компанией Chichi; последний имеет электронную трансмиссию и 54 регистра (на трех мануалах и педали), что в общей сложности составляет 2663 трубы. Инструмент разделен на три части: главная находится на хорах в контрфасаде, а две другие размещены за алтарём.

## Галерея

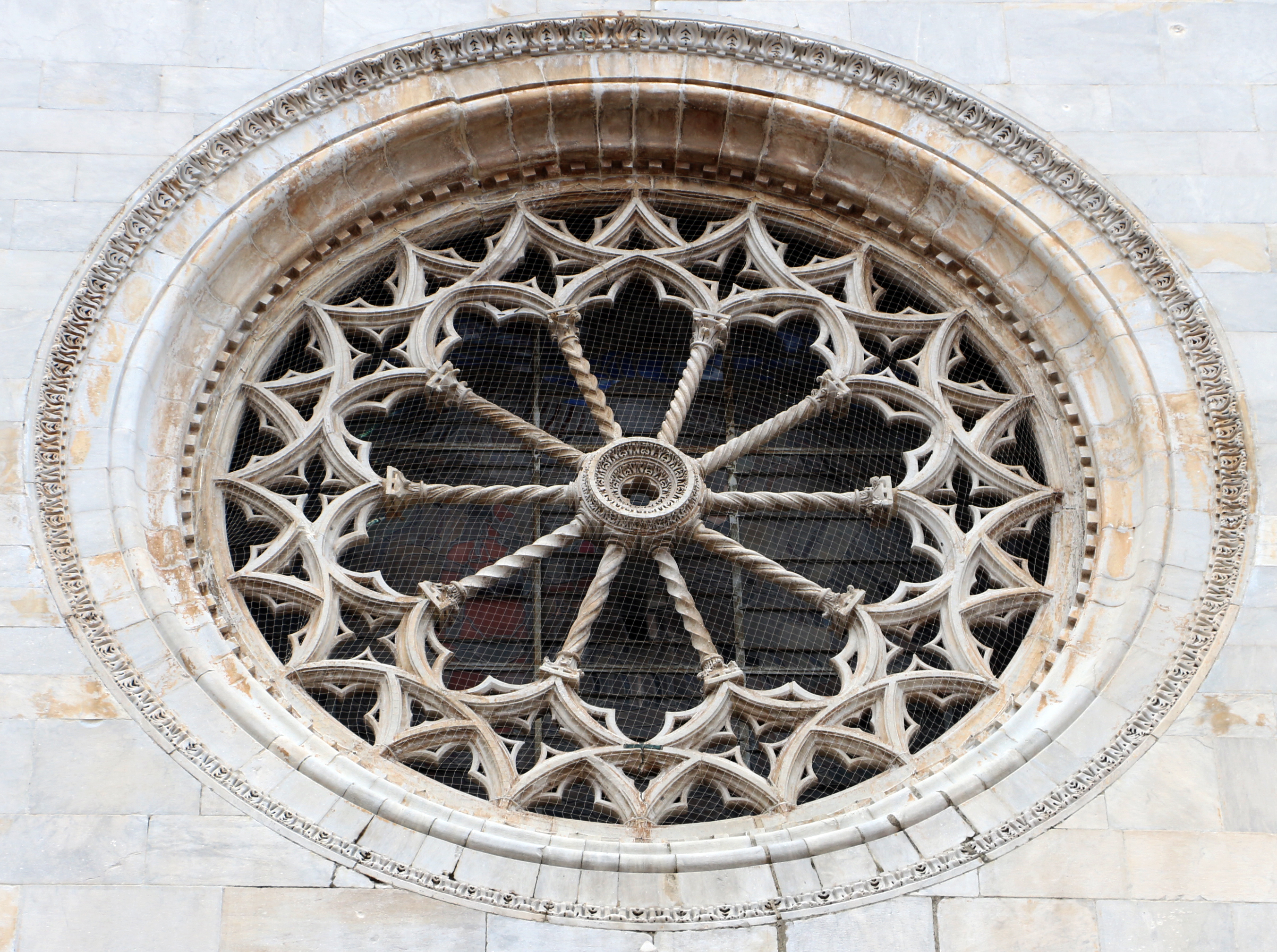
Большая роза
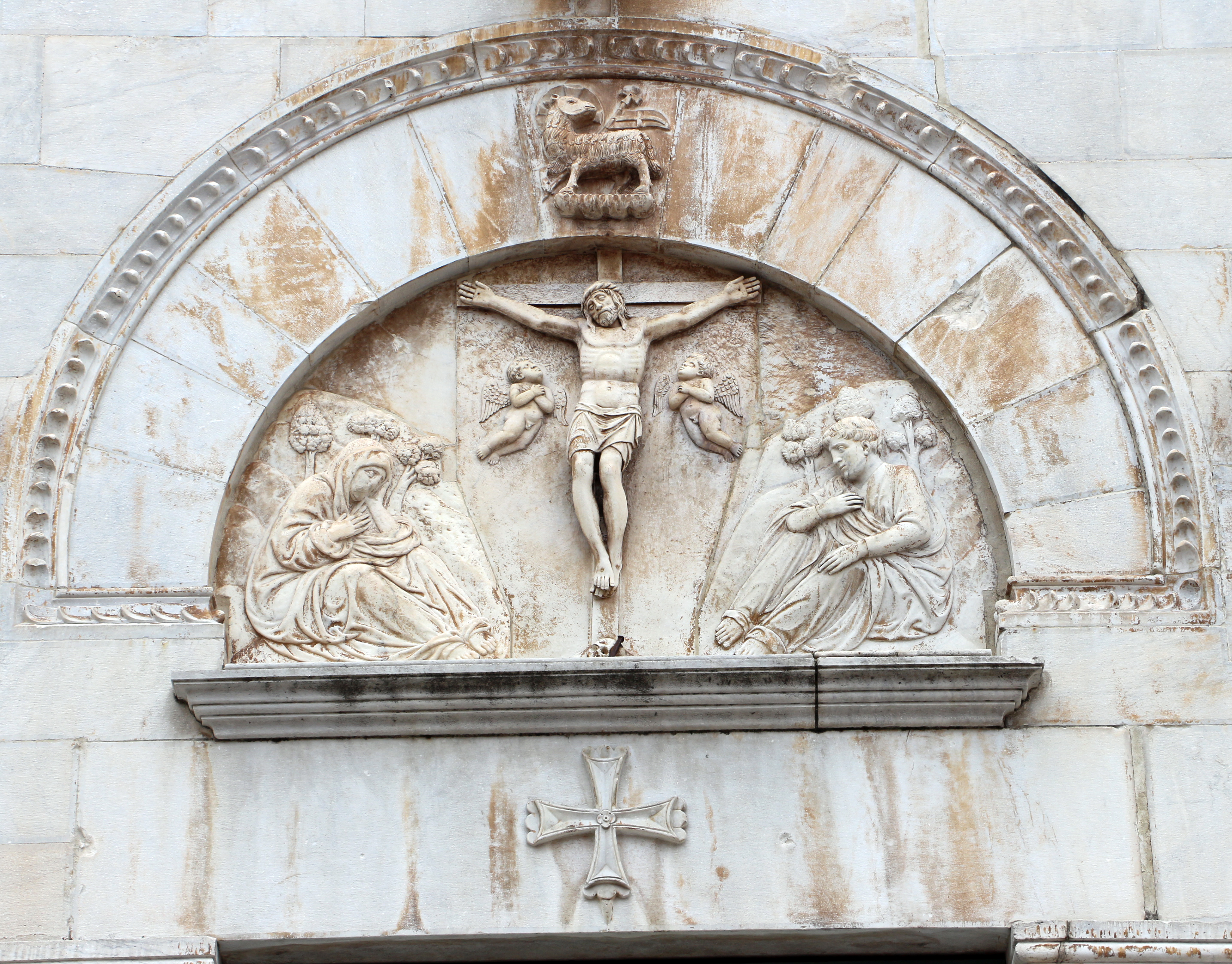
Люнет центрального портала. XIV—XV в.
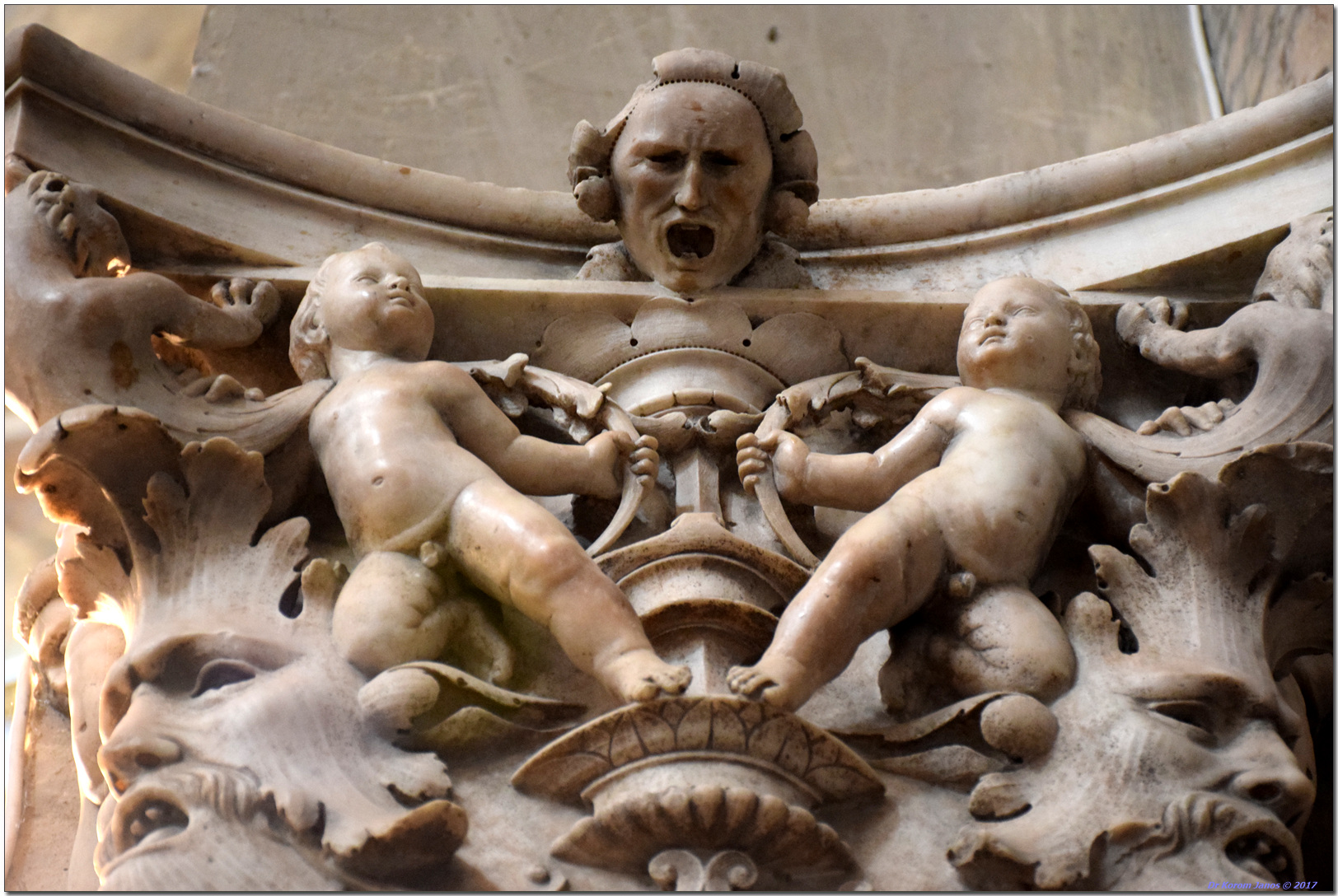
Pietrasanta DSC 0364 (50814235667)
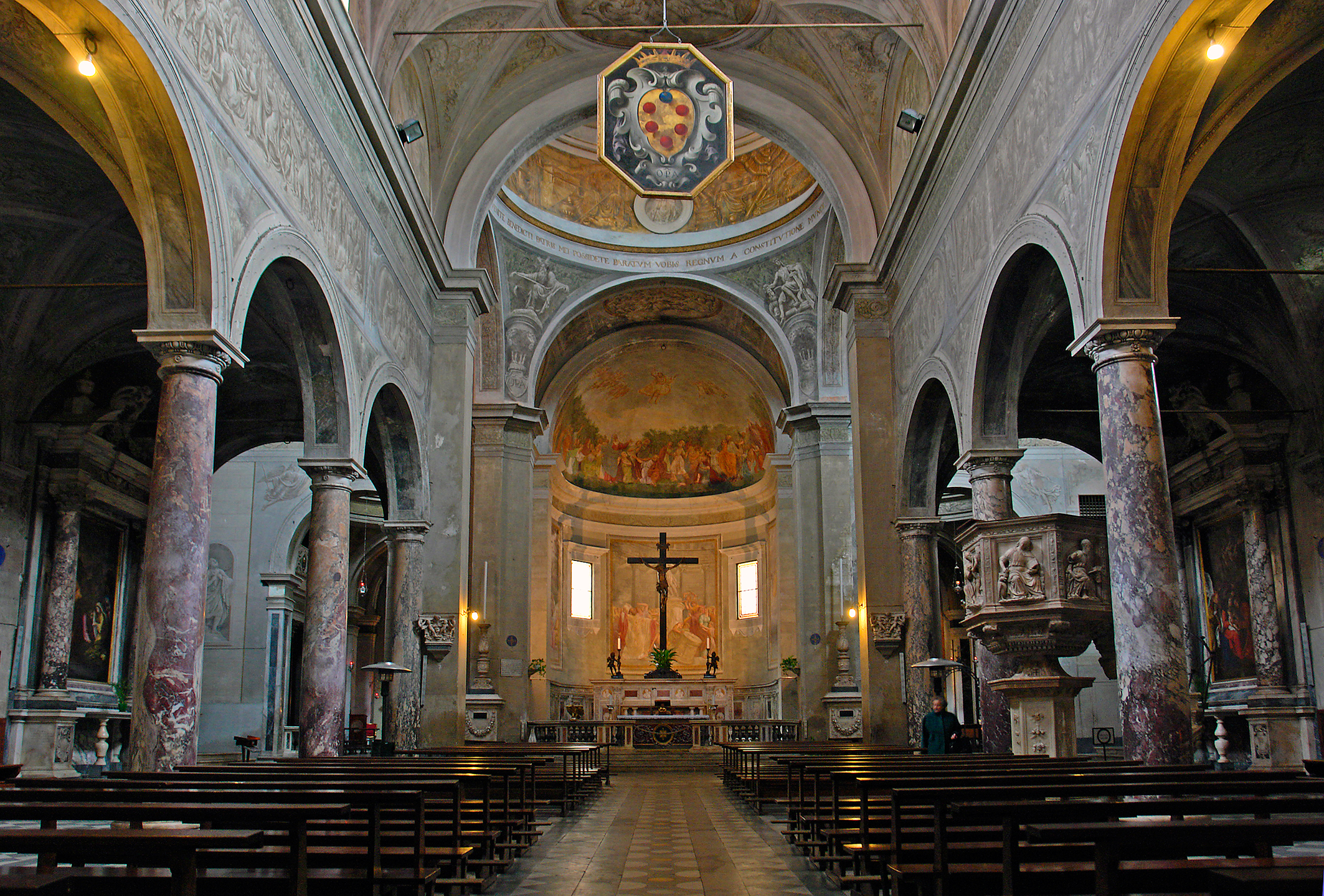
Интерьер
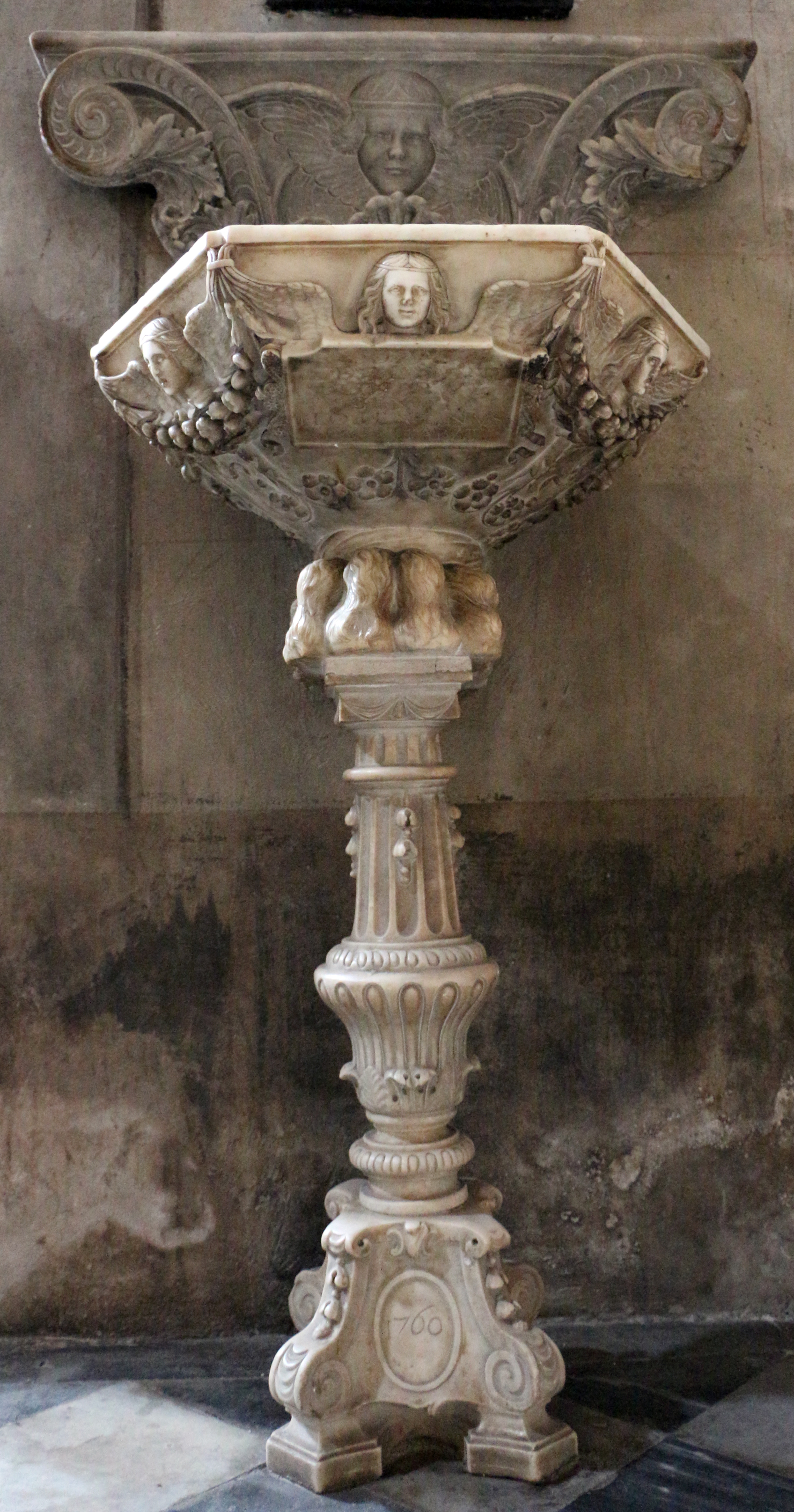
Лавабо (чаша для святой воды). 1508
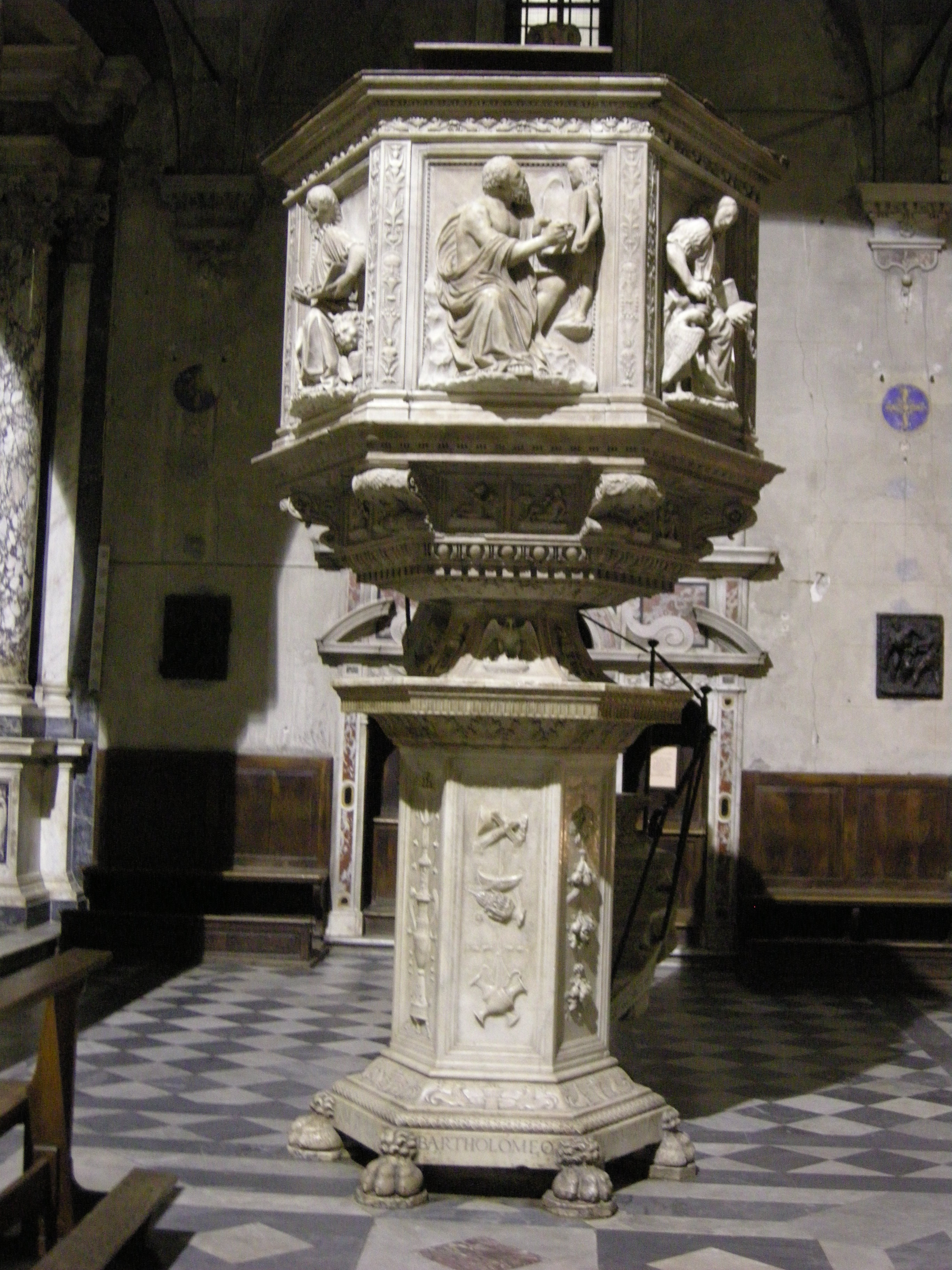
Кафедра
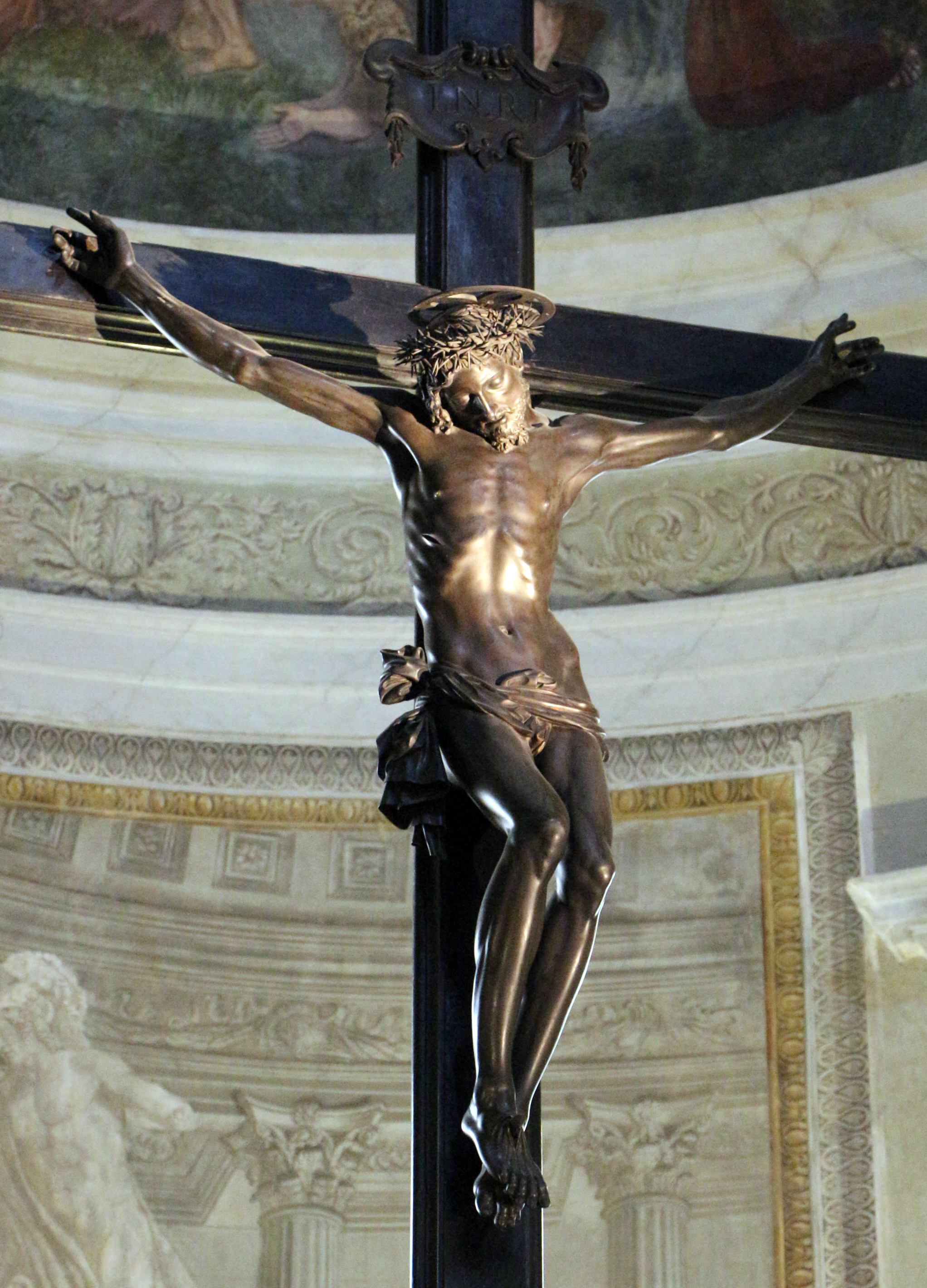
Фердинандо Такка. Распятие. 1649
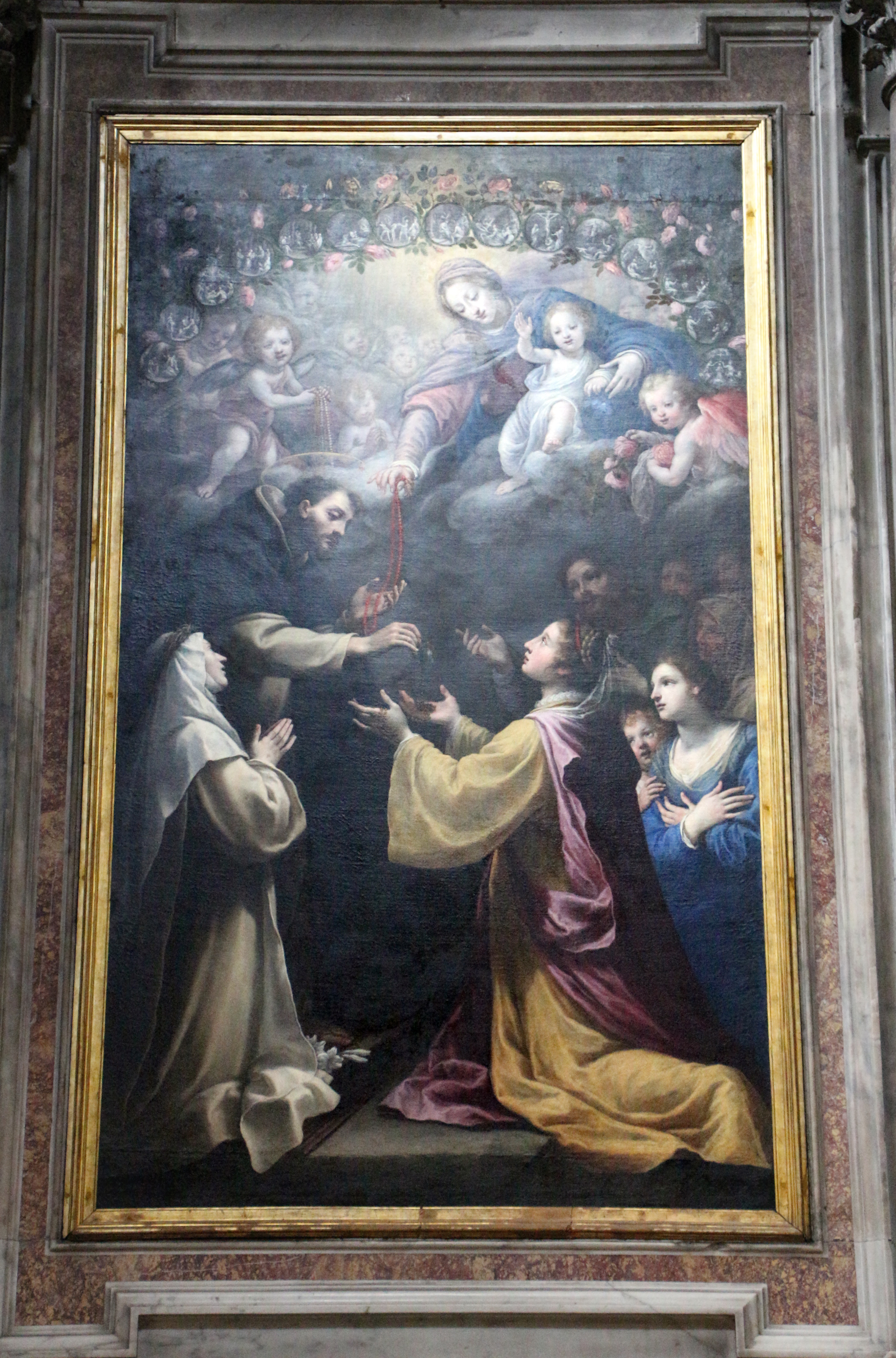
Maттео Росселли. Мадонна Розария. 1649
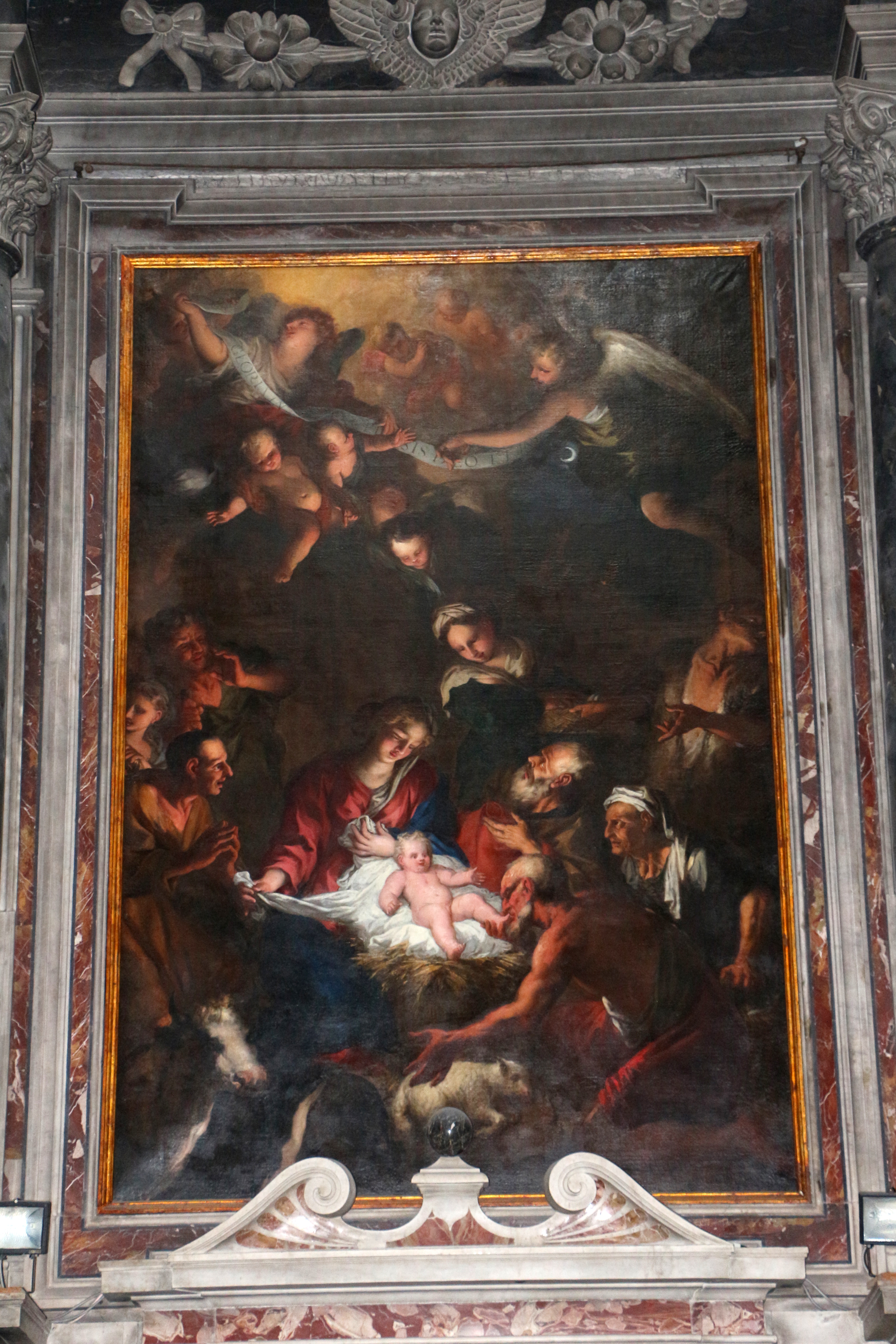
Пьетро Дандини. Рождество. 1679—1680